# 仲井和紀
仲井 和紀（なかい かずき、1月23日生まれ）は日本のシャンソン歌手。水瓶座。

## 略歴
1969年大阪音楽大学音楽学部声楽学科卒業。卒業後クラシックより転向、シャンソン歌手として活動。
関西を拠点にライブハウス・ピアノBARに出演し、1996年には旧新歌舞伎座で中条きよしと共演している。
中之島リーガロイヤルホテル・セラーバーでのピアノ弾き語り演奏など、関西を中心に音楽活動を行っている。
大阪にてシャンソン教室を主宰している。
作家藤本義一の妻でタレントの藤本統紀子は、師事する人物として、同じくシャンソン歌手の深緑夏代と共に仲井和紀の名を上げている。

## ディスコグラフィー

### EP
- 『シャルル・アズナブールを歌う / chante charles aznavour ～　人々の云うように　COMME ILS DISENT ～』（1986年)

### CD
- 『KAZUKi』（2002年)